# 保科正頼
保科 正頼（ほしな まさより）は、江戸時代前期の陸奥国会津藩の世嗣。官位は従四位下、長門守、侍従。

## 略歴
会津藩主・保科正之の次男（嫡男）として誕生した。幼名は虎菊。母は藤木弘之の娘お万の方。保科正経、石姫の同母兄、松平正容の異母兄。
兄が早世したため世継に定められ、慶安4年（1649年）、10歳で初めて伯父であり3代将軍の徳川家光に拝謁する。明暦元年（1655年）には会津に赴いている。
明暦3年（1657年）に明暦の大火が起こり、三田の会津藩邸の消火の指揮をとる。しかし元々病弱だったため、その時に患った風邪が悪化して火事より10日後に死去した。享年18。正之は深く悲しみ、正頼の遺体を会津に搬送し、院内山に葬った。この院内山に正頼の墓が定められたことから以後、会津松平家の当主とその家族は院内山に葬られるようになり、後に「西の御庭」と呼ばれるようになった。代わって、同母弟の正経が世嗣に定められた。